# Iglesia de Santa María Magdalena (Ciempozuelos)
La iglesia de Santa María Magdalena es un inmueble de la localidad española de Ciempozuelos, en la provincia de Madrid.

## Descripción
Se trata de una iglesia parroquial bajo la advocación de Santa María Magdalena. Si bien el edificio primigenio podría datar del siglo XIV, ha sufrido sucesivas obras de remodelación en los siglos XVI, XVII, XVIII, XIX y XX. Aparece descrito en el sexto volumen del Diccionario geográfico-estadístico-histórico de España y sus posesiones de Ultramar de Pascual Madoz, en la entrada correspondiente a Ciempozuelos, de la siguiente manera:

una igl. parr. (Sta. Maria Magdalena), servida por un párroco, curato de térm. y patronado del Estado, 7 capellanias de sangre y un beneficiado que nombra el duque de Medinaceli
(Madoz, 1847, p. 387)